# Örebro kartongbruk
Örebro kartongbruk grundades år 1901 som Örebro pappersbruk. Det låg i Almby i Örebro, och nedlades år 2010.
Initiativet till grundandet togs av Carl Sahlin som nytillträdd VD för Laxå bruk fick han till uppgift att sanera Örebro Elektriska AB. Han kom då på att genom att anlägga ett nytt pappersbruk som bolaget kunde leverera elektricitet till. En stiftelseurkund sändes ut 20 februari 1901, 6 mars utfärdades inbjudan till aktieteckning och 30 maj höll konstituerande sammanträde, bolagsordningen godkändes och styrelse valdes under samma möte. Till styrelseordförande utsågs Knut Bohnstedt. Fabrikör Gustaf Melin utsågs till disponent och VD, medan  fabriksföreståndaren vid Lessebo pappersbruk ingenjör David Fielding blev teknisk ledare. Bland de större aktietecknarna var främst Laxå bruks AB samt Ekman & Co. i Göteborg. Även A. Johnson & Co som åtog sig leveranser av stenkol till bolag tecknade ett betydande antal aktier, liksom VD:n Gustaf Melin.
David Fielding började omedelbart med ritningarna, samtidigt som styrelsen startade med att köpa upp mark för fabriken. Efter val mellan olika platser, bland annat vid Lillån norr om Örebro och vid Svartån väster om staden valde man ett område om 27 tunnland i Almby socken vid den kanaliserade delen av Svartån öster om Örebro mellan Staden och Hjälmaren. Planeringen gick fort och redan 30 juni kunde entreprenören, byggfirman J. Dänh i Göteborg ta första spadtaget för grundgrävningen, och till nyåret 1902 stod fabriksbyggnaden under tak, upptagande en yta på 5 800 kvadratmeter. I april 1902 förlades brukets huvudkontor till Örebro efter att dittills legat i Göteborg. Den 6 november 1902 sattes den första pappersmaskinen igång, och 9 januari 1903 stod anläggningen helt färdig. Ursprungligen var planerna att anlägga ett träsliperi i skogstrakterna vid Svartälven i Karlskoga bergslag, men det visade sig att skogstillgången där inte tillät fler träsliperier. Därför kom trämassefabriken att uppföras i direkt anslutning till pappersbruket. Driftsledare för träsliperiet var fram till 1937 Jan Ullström. Vedtransporterna underlättades av läget vid Hjälmaren och bolaget hade en egen lastkaj för vedpråmarna vid Svartån. Man hade även en egen järnvägskaj vid den 1902 färdigställda Örebro–Skebäcks Järnväg där papperbruket var en betydande aktietecknare. En annan fördel var att bolaget inte behövde uppföra några arbetarbostäder. Almby bestod före pappersbrukets anläggning av ren jordbruksbygd, och här lät man nu stycka av en mängd egnahem, där efterhand en villstad växte fram. Redan från början hade det funnits planer på att inköpa skog för att ha en viss reserv, då olika transporthinder skulle riskera att plötsligt höja priset på massaved. I november 1902 inöpte bolaget Frövidals bruksegendom på runt 3 000 tunnland, en egendom som sedan utökades genom ytterligare inköp till att omfatta 5 000 tunnland.
Sommaren 1903 avgick Gustaf Melin av hälsoskäl från sin befattning som VD. Till hans efterträdare antogs disponent Gustaf Åkerholm på Maltesholm. Fabriken gick bra och ökade produktionen, men redan i augusti 1904 kom de förste klagomålen över förorening av luft och vatten. De kom att bli ett stort problem för bolaget under lån tid framöver. Pappersproduktionen gick bra men papptillverkningen gick med förlust. 1 oktober 1905 avgick ingenjör David Fielding sedan han tillträtt platsen som fabrikschef vid Moss cellulosafabrik i Norge. Efter honom utsågs ingenjör G. A. Staff som teknisk ledare. 1906 blev orderingången knapp, och man tvingades ställa in produktionen på två maskiner, och vinsten blev ytterst sparsam. 1907 gick det bättre, men omställningar av driften innebar förluster, och visten blev begränsad även detta år. Under Storstrejken 1909 var tillverkningen inställd under 42 dagar. Ökade priser på massaved gjorde att bolaget detta år gick med förlust. Man genomförde en nyemmission för att få nytt kapital till bolaget. Trots ökat kapital innebar sjunkande priser på kraftpapper och ringa export att åren 1910–1913 innebar små vinster. 1911 uppfördes en ny 102 meter hög fabriksskorsten för att avhjälpa luftproblemen med utsläpp från fabriken. Första världskriget innebar dock stigande priser på papper och förbättrad ekonomi för fabriken. 1916 installerades en anläggning för tillvaratagande av värme från spillvattnet. Den 23 december 1917 brann fabriken och totalförstördes. Vid en extrainkallad bolagsstämma i januari 1918 beslutades dock att fortsätta verksamheten, och under andra halvåret 1918 kunde driften återupptas.
Från början tillverkades sulfatmassa vid fabriken i Örebro. 1941 överflyttades denna tillverkning till Frövifors. Tillverkningen var huvudsakligen inriktad på kartongtillverkning. År 1950 arbetade vid bruket 13 tjänstemän, 10 arbetsledare och 235 arbetare. 70 personer arbetade vid anläggningen vid nedläggningen.
Genom åren har bruket ägts av bl.a. följande andra bolag: Frövifors, Esselte Well, Assi Domän, Redline och franska La Farge. Det sistnämnda bolaget köpte Örebro pappersbruk år 1988, och man bytte då namn till Örebro Kartongbruk. 
Under de senare åren fram till nedläggningen tillverkades kartongskivor till gipsskivor. Årsproduktionen låg på 50 000 ton per år.

## Plastbelagt papper
I början av 1960-talet började man att tillverka plastbelagt papper i Esselte Wells gamla lokaler, mer eller mindre av en slump, då Örebro Pappersbruk som då tillverkade papperssäckar (fd Bates papperssäckar), beslutade att se om den då alltmer förekommande plasten som material i produkter, kunde vara ett alternativ i form av plastsäckar, skickade sin försäljningsingenjör Bo Matsoms till Storbritannien, för att där undersöka om denna typ av produkt skulle vara en framtida ekonomisk bärande sådan. En positiv bieffekt var att Bo Matsoms även bekantade sig med plastbelagt papper, vilket i allt högre grad ersatte vaxbelagt papper för barriäregenskaper, och som han lade fram som en tänkbar ny produkt för Örebro Pappersbruks ledning. De tog till sig denna idé, lät utreda den, och beslutade om att investera i en första plastbeläggningsmaskin (extruder) och sedan en andra maskin i Esselte Wells gamla lokaler. År 1972 flyttades tillverkningen över gatan till ett sentida skolager, där extruder 2 samt en nyinvestering i extruder 3 placerades. 1988 investerade man i ytterligare extruder (4), då man samtidigt sålde extruder 2 till ett pakistanskt företag. 1990 kom de nästa  investeringarna i form av extruder 5, samt en tryckmaskin (Tm13). År 2000 såldes den del av bruket som tillverkade plastbelagt papper till österrikiska Frantschach, vilket år 2004 bytte namn till Mondi Packaging i Örebro AB, då de köpte aktiemajoriteten i Frantschach. Sedermera ändrades namnet till Mondi Örebro AB. Koncernen har sitt huvudsäte i Wien, och heter Mondi AG.